# Tolono (Illinois)
Tolono es una villa en el condado de Champaign, Illinois, Estados Unidos. Según el censo de 2020, tiene una población de 3,604 habitantes.

## Geografía
Tolono se localiza a 39°59′29″N 88°15′45″O / 39.99139, -88.26250 (39.991253, --88.262482).
De acuerdo a la Oficina del Censo de los Estados Unidos, la villa tiene un área total de 5.34 km², correspondientes en su totalidad a tierra firme.

## Demografía
Según el censo de 2000 había 2700 personas, 1,083 hogares y 753 familias residían en la villa. La densidad de población era de 1,444.4 personas por milla cuadrada (557.5/km ²). Había 1,137 viviendas en una densidad media de 608.3/mi ² (234.8/km ²). La distribución por razas de la aldea era 97.78% blancos, 0.30% afroamericanos, 0.52% asiáticos, 0.11% Isleños del Pacífico y 0.37% de dos o más razas. Hispanos o latinos de cualquier raza eran el 0.93% de la población.
Había 1,083 casas de las cuales 36.3% tenían niños menores de 18 años que vivían con ellos, el 55.6% son parejas casadas que viven juntas, 10.3% tenían una mujer jefe de familia sin presencia del marido y 30.4% eran no-familias. 26.1% de todas las casas fueron compuestos de individuos y 9.7% tienen a alguna persona anciana de 65 años de edad o más. El tamaño medio de la casa era 2.49 y el tamaño medio de la familia era 2.99.
En la villa la población separada es 27.4% menor de 18 años, el 6.7% de 18 a 24, 33.5% de 25 a 44, 21.4% a partir 45 a 64, y el 11.0% tiene más de 65 años de edad o más. La edad media fue de 36 años. Por cada 100 mujeres había 101.8 hombres. Por cada 100 mujeres mayores de 18 años, había 93.8 hombres.
La renta mediana para una casa en la aldea era $44,200, y la renta mediana para una familia era $51,763. Los varones tenían una renta mediana de $36,875 contra $24,694 para las mujeres. El ingreso per cápita de la villa era $19,894. Cerca de 5.6% de familias y 9.1% de la población estaban por debajo de la línea de pobreza, incluyendo 6.8% de los menores de 18 años y 7.4% de esos son mayores de 65 años.

## Gente notable
- Brian Cardinal - jugador profesional de baloncesto en la NBA
- Mark Roberts - productor de Hollywood, director, guionista y actor (Two and a Half Men, Friends)